# سیارک ۲۰۰۰۷
سیارک ۲۰۰۰۷ (به انگلیسی: 20007 Marybrown، نامگذاری:1991LR) بیست هزار و هفتمین سیارک کشف شده‌است که در ۷ ژوئن ۱۹۹۱ کشف شد.